# Neurigona brevitibia
Neurigona brevitibia är en tvåvingeart som beskrevs av Stefan Naglis 2003. Neurigona brevitibia ingår i släktet Neurigona och familjen styltflugor. Inga underarter finns listade i Catalogue of Life.